# La nostra vita
«La nostra vita» (с итал. — «Наша жизнь») — сингл известного итальянского певца и композитора Эроса Рамаццотти, который был выпущен 16 сентября 2005 года.

## Описание
Песня написана давним другом и коллегой Эроса Рамаццотти — Клаудио Гвидетти. Эта песня — отдельный сингл из альбома Эроса Рамаццотти «Calma apparente», десятого студийного альбома исполнителя.
Сингл был выпущен 16 сентября 2005 года, и уже через несколько дней успешно дебютировал на радио. Непосредственно в чартах сингл начал принимать участие уже 22 сентября, заняв первое место, где сингл и оставался в течение трёх недель подряд. В целом, диск оставался в двадцатке лучших синглов на протяжении почти четырёх месяцев, и стал одним из самых успешных синглов Эроса Рамаццотти.
Примечательно, что именно с этой композицией Эрос Рамаццотти и выступил на известном шоу Адриано Челентано под названием «Rockpolitik» в том же году.
Существует также испанская версия композиции — «Nuestra vida». В 2007 году песня была переиздана в двойном сборнике лучших хитов Эрсоа Рамаццотти «e²».

### Видеоклип
На песню «La nostra vita» также был снят одноимённый музыкальный видеоклип в том же, 2005 году. Клип был снят Филом Грифином на Black Studios в Лондоне, по просьбе самого же Рамаццотти. В клипе Эрос Рамаццотти исполняет песню, держа в руках гитару, стоя на сцене вместе со своей группой. На протяжении клипа обстановка вокруг музыкантов меняется.

## Список композиций

### CD Promo
1. La nostra vita;

### CD SIngle
1. La nostra vita;
2. Nuestra vida;

### CD Maxi
1. La nostra vita;
2. Piccola pietra;
3. Nuestra vida.

## Чарты

### Италия
| Позиция | 1 | 1 | 2 | 1 | 3 | 3 | 4 | 11 | 10 | 13 | 16 | 16 | 18 | 17 | 17 | 17 |

### Интернациональный
| Страна    | Максимальная позиция |
| --------- | -------------------- |
| Швейцария | 6                    |
| Австрия   | 36                   |
| Бельгия   | 32                   |
| Италия    | 1                    |